# Grgur Vujović
Grgur Vujović (pseudonim: Gregor; Požarevac, Srbija, 11. kolovoza 1901. – SSSR, 1937.) je bio jugoslavenski revolucionar, sekretar SKOJ-a i šef tehničkog Odsjeka za međunarodne veze u Kominterni.
Bio je najmlađi od trojice braće Vujovića koji su svi bili aktivisti Komunističke partije. Ubijen je u staljinističkim čistkama zajedno sa svojom braćom Vojislavom i Radomirom i drugim vođama KPJ.

## Životopis
Rođen je 11. Kolovoza 1901. godine u  Požarevacu. Njegov otac Dimitrije bio je kovač, a majka Angelina domaćica. Uz Grgura, imali su još pet sinova - Vojislava, Radomira, Svetislava, Trifuna i Živka.

### Partijski rad
Zajedno sa starijom braćom Radomirom i Vojislavom pripadao je radničkom pokretu. Bio je član Komunističke partije Jugoslavije od 1919. ili od 1922. godine. Član SKOJ-a je postao 1920. godine.
Tokom studija sociologije u Beču, 1922. godine je postao član Komunističke partija Austrije. Beč je tada bio centar jugoslavenske političke emigracije i u njemu je djelovao „Klub jugoslavenskih studenata marksista“. Od 1924. godine dužnost sekretara kluba je obavljao Grgur Vujović. U Klubu su studenti jedni drugima održavali predavanja o raznim političkim temama, a često su gostovali i poznati strani komunisti, kao Antonio Gramši.
Godine 1924. odlazi u Sovjetski Savez, gdje su već živjela njegova braća. Po dolasku u SSSR radio je u Izvršnom komitetu Komunističke internacionale. Godine 1926. vratio se u Jugoslaviju i od 1926. do 1928. godine obavljao dužnost organizacijskog sekretara Centralnog komiteta Saveza komunističke omladine Jugoslavije. Godine 1928. napušta Jugoslaviju i odlazi u Beč, gdje je radio kao dopisnik Telegrafske agencije Sovjetskog Saveza (TASS), a zatim prelazi u Moskvu. Do lipnja 1932. godine radio je u Izvršnom komitetu Komunističke omladinske internacionale (KOI), gdje je određeno vrijeme bio organizacijski sekretar, kao i sekretar Balkanskog komiteta pri Izvršnom komitetu KOI. Od 1932. do 1934. godine je bio predstavnik KP Jugoslavije u Izvršnom komitetu Komunističke internacionale. Poslije je ponovo radio u Komunističkoj omladinskoj internacionali.

## Pogubljenje
Kada je Karlo Štajner u toku Staljinovih čistki 1936. godine uhićen u Moskvi, Predstavnik Komunističke partije Jugoslavije Grgur Vujović je govorio o njemu kao o hrabrom revolucionaru.
U srpnju 1937. Grgur Vujović je uhićen i pogubljen. Njegova braća također su ubijena u Staljinovim čistkama Vojislav Vujović (1936.) i Radomir Vujović (1938.). 
Odlukom Vojnog kolegijuma Vrhovnog suda Sovjetskog Saveza Grgur Vujović je rehabilitiran 27. srpanja 1957. godine. Njegov brat Vojislav je rehabilitiran 1959., a Rade 1958. godine.